# Раган, Эллисон
Эллисон Маккензи Раган (англ. Allison Mackenzie Ragan; род. 16 июня 1992 года) — американская спортсменка, борец вольного стиля, выступающая в весовой категории до 60 кг. Серебряный призёр чемпионата мира 2016 и 2017 годов. Серебряный призёр Универсиады 2013 года в Казани. Чемпион Панамериканского чемпионата по борьбе 2017 года.